# Ora Kedem
Ora Kedem (en hebreo: אורה קדם;  2 de julio de 1924, Viena) es una catedrática emérita de fisicoquímica en el Instituto Weizmann de Ciencias de Israel. Sus enfoques han sido en investigaciones de procesos de transporte sobre membranas de polímeros, así como de procedimientos para la desalinización del agua de mar.

## Biografía
Ora huyó de los nazis de Austria y en 1940 emigró a Palestina en la actual Israel. Estudió química en la Universidad Hebrea de Jerusalén, y fue en 1953, al iNSTITUTO Weizmann por un doctorado. Junto con el físiCoquímico Aharon Katchalsky publicaron las bases de trabajo para el Análisis del Comportamiento de Biomembranen en el marco de la termodinámica de procesos irreversibles. En 1970 se convirtió en profesora del Instituto Weizmann de la cátedra de investigación de polímeros. En 1974 fundó el Departamento de Membranforschung, y fue varios años su directora.
En 1961 fue premiada Mérito en el ámbito de las Ciencias de la vida por el Estado de Israel. En 2005, fue elegida miembro de la National Academy of Engineering. es la cofundadora de la Universidad Ben-Gurion del Negev. En 2007, es doctora ad honorem por la Universidad de Twente.

## Obra
- O. Kedem, A. Katchalsky: Thermodynamic analysis of the permeabilidad of biological membranes to non-electrolytes. En: Biochim. Biophys. El Acta. 27 (1958): 229-246. doi 10.1016/0006-3002(58)90330-5

- O. Kedem, S. Roy Caplan: Degree of coupling and its relation to efficiency in energy conversion. En: Trans. of the Faraday Soc. 61 (1965): 1897-1911.

- C. Linder y O. Kedem: Asymmetric ion exchange mosaico membranes with unique selectivity. En: J. of Membrane Science. 181 (2001): 39-56.